# Росія буде вільною
«Росія буде вільною» (рос. Россия будет свободной) — одне з гасел сучасної російської політичної опозиції.

## Ранні згадки
Більшовицький революціонер Володимир Шимановський в останньому листі до дружини перед своїм розстрілом писав: «Росія буде вільною, хоч би скільки намагалися її вороги, і ця віра дає мені можливість спокійно померти».
Лев Троцький у лекції, прочитаній 16 червня 1918, сказав: «Товариші-брати! Я закликаю вас проголосити разом зі мною: „Хай живе Червона Робоча Армія і хай живе чесна трудова Робоча та Селянська Радянська Республіка!“ Вона не буде рабою і битиметься до останньої краплі крові. Росія буде вільною! Росія буде народною! Росія буде щасливою!»

## Сучасність
Борис Єльцин під час путчу 1991 писав у «Спільній газеті»: «Дні змовників вважаються. Закон та конституційний порядок переможуть. Росія буде вільною!»
У 2010 товариство «Меморіал» та партія «Яблуко» організували ходу на честь перемоги над путчем 1991, яке пройшло під гаслом «Росія буде вільною».
Згодом гасло стало часто використовуватися в опозиційному русі, включаючи мітинг на проспекті Сахарова в грудні 2011, мітинг у березні 2012, мітинг на Болотній площі 6 травня 2013, де багато хто завершив свій виступ ним, включаючи Олексія Навального, похорон Валерії Новодворської у 2014 та Марш пам'яті Бориса Нємцова в 2017. Також гасло неодноразово вживалося на протестах на підтримку Олексія Навального 2021.
На думку політолога Володимира Гельмана, «гасло учасників опозиційних мітингів – „Росія буде вільною“ – може виступати не просто закликом, але стати ключовим аспектом політичного порядку денного для країни в найближчому майбутньому».
Економіст Андрій Заостровцев висловив протилежну точку зору: «якщо Росія — то не вільна, якщо вільна, то не Росія». На його думку, демократизація суспільств, що належать до «силової» цивілізації, можлива лише завдяки особливому збігу обставин, що виникають після зовнішніх шоків та криз.
Навальний після свого отруєння та повернення до Росії на судовому засіданні 20 лютого 2021 запропонував змінити гасло і говорити, що Росія має бути не лише вільною, а й щасливою.
Під час Вторгнення Росії в Україну 2022 року гасло здобуло популярність серед антивоєнних активістів.